# Členská skupina
Členská skupina je sociologický pojem označující vlastní společenskou skupinu nebo skupinu, do které člověk náleží, s níž se identifikuje. Anglicky je nazývána in-group, přičemž je tento název hojně užíván i v češtině. Opakem členské skupiny je skupina nečlenská (out-group). Aby se dala skupina označit jako členská, musí být splněny dvě podmínky – daný jedinec musí do skupiny náležet a musí se s ní identifikovat. Pokud některá z těchto podmínek neplatí, jedná se již o skupinu nečlenskou.

## Členská skupina podle W. G. Sumnera
Rozdělení skupin na členské a nečlenské zavedl americký sociolog William Graham Sumner. Ten vycházel z předpokladu, že lidé si o své vlastní (členské) skupině vytváří pozitivnější, kladnější hodnocení než o skupině cizí, tedy nečlenské – příklad můžeme najít ve škole. Daný jedinec považuje vlastní třídu za tu lepší, zatímco ostatní třídy ve stejném ročníku považuje za špatné. Ve skutečnosti může být vlastní třída stejná, či dokonce horší. Jedinci se se svojí skupinou zpravidla identifikují. Mezi skupinou členskou a nečlenskou obvykle bývá hostilita, tedy určitá nevraživost, případně nepřátelskost. Ta může být skutečná, reálná nebo také pouze domnělá.
Toto rozdělení Sumner podal ve svém díle Folkways. A Study of the Sociological Importance of Usages, Manners, Customs and Morals, v němž se zabýval obyčeji, mravy a zvyky, jak napovídá název. Sumner v knize uvádí jako základní znaky a rysy členské skupiny vysokou skupinovou kohezi (soudržnost). Lidé v dané skupině tedy drží pospolu, zastávají stejné nebo podobné názory a vyznávají stejné nebo podobné hodnoty. Vztahy mezi členskou a nečlenskou skupinou jsou podle Sumnera dány převážně etnocentrismem, tedy sklonem lidí hodnotit svět a ostatní jedince podle kulturních standardů vlastní skupiny a převážně pak vlastního etnika ( z čehož také vyplývá nepřátelský vztah mezi skupinami).

## Vztažná (referenční) skupina
Ve 20. století byla díky značnému vývoji sociologie mimo jiné rozpracována koncepce referenčních skupin. Referenční skupina je skupinou, ke které se jedinec vztahuje, často proto bývá označována jako skupina vztažná. K této skupině člověk vzhlíží, přizpůsobuje jí své hodnoty, normy a vzory. Člověk podle této skupiny upravuje svoje jednání a hodnotí podle ní své chování. Na rozdíl od členské skupiny, daný jedinec, který k referenční skupině vzhlíží, nemusí být jejím členem. Přesto je pro skupinu i jedince ideální, pokud skupina referenční a členská jsou identické.
Pojem vztažné skupiny poprvé použil americký sociolog Herbert H. Hyman. Právě zavedení pojmu referenčních skupin do sociologie přineslo výraznou změnu v nahlížení na členské a nečlenské skupiny. Tento koncept totiž dokazuje, že mezi členskou a nečlenskou skupinou může být i jiný vztah než nepřátelský.

## Anticipující socializace
Anticipující socializace je jev, ke kterému dochází v případě, že členská a referenční skupina daného jedince nejsou v daném momentu totožné. Jedinec se tak na vstup do své referenční skupiny vědomě připravuje – např. se učí jazyk a zvyky dané země, do které se chystá emigrovat. Pokud začne jedinec vykazovat tendence svoji členskou skupinu opustit, jeho členská skupina obvykle postupuje následně – nejprve dochází ke zvýšené komunikaci, kdy se skupina snaží udržet daného jedince ve své skupině, následuje nulová komunikace, pokud nebylo přesvědčování úspěšné. Následně přichází agrese a projevy nepřátelství vůči jedinci. Jako poslední přichází exkomunikace, kdy je jedinec vyloučen ze skupiny.

## Sociální marginalizace
Sociální marginalizace je jev, který nastává ve chvíli, kdy jedinec už svoji členskou skupinu opustil (nebo z ní byl exkomunikován), ale referenční skupina jej nechce přijmout. Jako následek přichází sociální vykořenění, frustrace a stres.